# Samsung Galaxy S25
Samsung Galaxy S25 — это серия высококлассных смартфонов на базе Android, разработанных, произведенных и продаваемых компанией Samsung Electronics в рамках её флагманской серии Galaxy S. Они вместе являются преемниками серии Samsung Galaxy S24. Модели S25, S25+ и S25 Ultra были анонсированы 22 января 2025 года на мероприятии Galaxy Unpacked в Сан-Хосе, Калифорния, и выпущены на рынок 7 февраля 2025 года. Кроме того, был представлен телефон под названием Galaxy S25 Edge, однако более подробная информация о телефоне пока неизвестна.

## Версии в линейке
Линейка Samsung Galaxy S25 включает в себя 4 различные модели телефонов: Samsung Galaxy S25, Samsung Galaxy S25+, Samsung Galaxy S25 Ultra и Samsung Galaxy S25 Edge. Хотя о S25 Edge известно немного, мы знаем, что Samsung Galaxy S25 Edge — это самый тонкий смартфон в серии Galaxy S25, который не имеет ничего общего с серией Galaxy S Edge, кроме названия.
S25 и S25+ имеют тот же размер дисплея, что и их предшественники, тогда как S25 Ultra имеет немного большую диагональ за счёт более тонких рамок. Флагманский S25 оснащен плоским 6,2-дюймовым (155 мм) дисплеем. S25+ имеет похожее оборудование, но с большим 6,7-дюймовым (168 мм) форм-фактором. S25 Ultra немного больше своего предшественника, с размером экрана 6,9 дюйма (175 мм). S25 Ultra также имеет более сглаженные края, что делает его более похожим на остальные смартфоны серии Galaxy S. Линейка смартфонов S25 работает на чипсете Snapdragon 8 Elite, который, в отличие от предыдущих поколений серии S, будет использоваться во всех смартфонах S25 по всему миру.

## Дизайн

Логотип линейки

Смартфоны S25 и S25+ имеют алюминиевый корпус и стеклянную заднюю панель, похожие на дизайн их предшественников. Оба они используют стекло Gorilla Armor 2 для защиты дисплея. Они поставляются в 4 (четырех) стандартных цветах: Icy Blue, Mint, Navy и Silver Shadow, а дополнительные 3 цвета доступны только на веб-сайте Samsung: Pink Gold, Coral Red и Blue Black.
S25 Ultra имеет титановый корпус и стеклянную заднюю панель, как у S24 Ultra. S25 Ultra поставляется в 4 стандартных цветах: Titanium Silver Blue, Titanium Black, Titanium White Silver и Titanium Grey, а также в 3 дополнительных цветах, которые доступны только на веб-сайте Samsung: Titanium Jade Green, Titanium Jet Black и Titanium Pink Gold.

## Технические характеристики

### Экран
В телефонах серии S25 используется дисплей «Dynamic LPTO AMOLED 2X» с поддержкой HDR10+, частотой обновления 120 Гц и пиковой яркостью 2600 нит. Кроме того, телефоны S25 и S25+ оснащены защитным стеклом Corning Gorilla Glass Victus 2 для защиты дисплея, тогда как в S25 Ultra для защиты дисплея используется стекло Corning Gorilla Glass Armor 2. Все телефоны оснащены ультразвуковым сканером отпечатков пальцев, встроенным в экран.

### Камера
Galaxy S25 и S25+ оснащены широкоугольным сенсором 50 МП, телеобъективом 10 МП с 3-кратным увеличением и сверхширокоугольным сенсором 12 МП.
С другой стороны, S25 Ultra оснащен широкоугольным датчиком 200 МП, перископическим телеобъективом 50 МП с 5-кратным зумом, телеобъективом 10 МП с 3-кратным зумом и сверхширокоугольным датчиком 50 МП.
Все три модели телефонов оснащены фронтальной камерой на 12 МП.

### Хранилище
В отличие от предыдущих поколений, все телефоны Samsung Galaxy S25 выпускаются с 12 ГБ оперативной памяти.

### Программное обеспечение
Телефоны Galaxy S25 были выпущены с Android 15 и Samsung One UI 7. Samsung пообещала 7 лет обновлений ОС и безопасности для телефонов серии S25 (это означает, что поддержка может закончиться в 2032 году).
Устройства дополнительно поставляются с Galaxy AI, передовыми функциями искусственного интеллекта Samsung на устройствах Galaxy. В этом году Galaxy AI, будучи относительно молодой технологией, имеет новые обновления с серией S25.

### S Pen
S Pen на Ultra-версии лишилось поддержки Bluetooth, это решение активно критикуется.